# Heimvolkshochschule Tinz
Die Heimvolkshochschule Tinz in der Nähe von Gera als eine Einrichtung des Volksstaates Reuß, später des Landes Thüringen, bestand von 1920 bis 1933.
Sie war im ehemals dem Fürstenhaus Reuß gehörenden Schloss Tinz (heute zu Gera) untergebracht.

## Konzeption

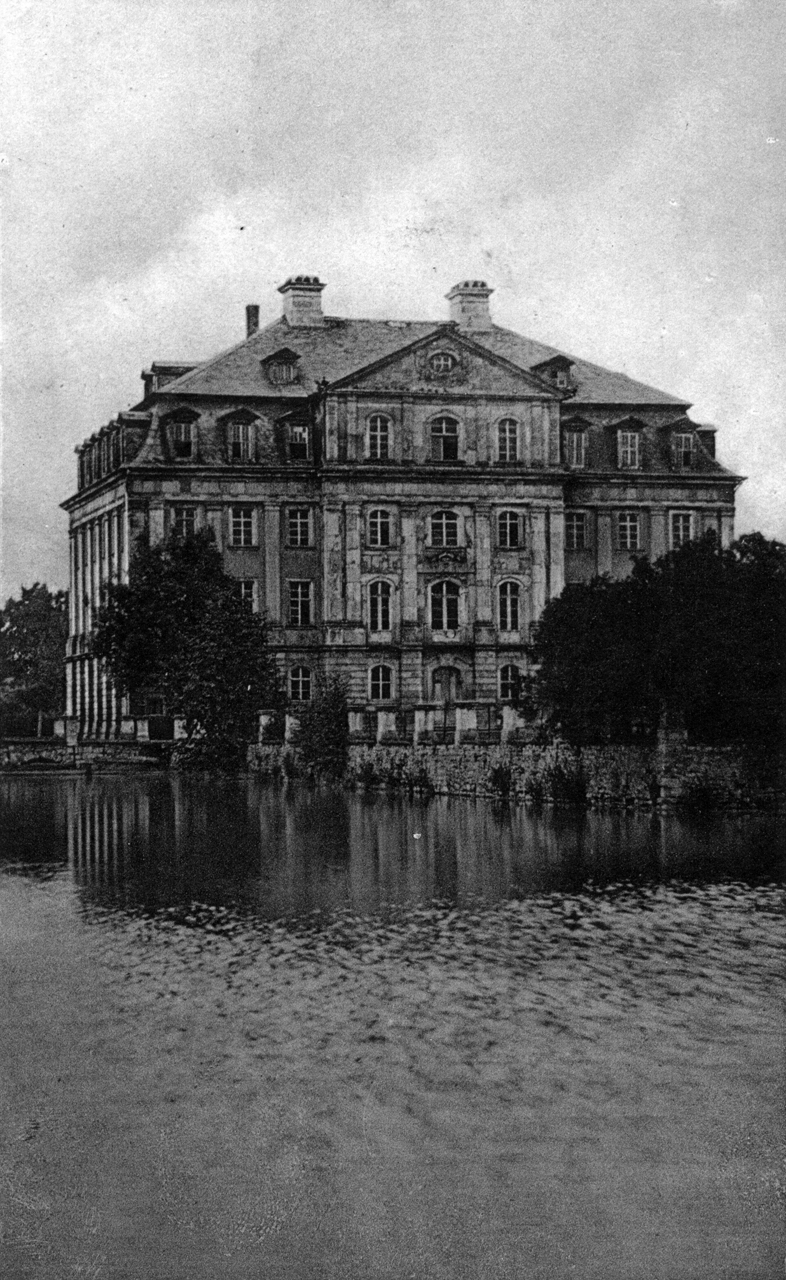
Schloss Tinz (heute zu Gera); von 1920 bis 1933 Sitz der Heimvolkshochschule Tinz.

Die Heimvolkshochschule Tinz sollte jungen Frauen und Männern, denen der Zugang zur Kultur- und Bildungsgesellschaft bis dahin verschlossen gewesen war, die Möglichkeit gegeben, umfassende Kenntnisse auf politischem, geschichtlichem, wirtschaftlichem und psychologischem Gebiet zu erwerben, verbunden damit war der Anspruch, Menschen zu selbständigem Denken anzuregen. Neben diesen theoretischen Fächern wurde auch ein hoher Wert auf kulturelle Veranstaltungen gelegt, Konzert- und Theaterbesuche waren fester Bestandteil des Lehrplans. Zwar verstand sich die Heimvolkshochschule Tinz als sozialistisch, jedoch ohne eine parteipolitisch orientierte Einrichtung zu sein; sie sollte gemäß ihrem Programm der gesamten Arbeiterbewegung dienen, nicht einer einzelnen Richtung. In Halbjahreskursen wurden abwechselnd jeweils 50 Männer bzw. Frauen unterrichtet.
Die Heimvolkshochschule Tinz erlangte schnell einen guten Ruf; rekrutierten sich die Teilnehmer der ersten Kurse noch aus Gera und dem Geraer Umland, folgten bald Interessierte aus Thüringen, Deutschland und sogar aus anderen europäischen Ländern, vor allem aus Dänemark, aber auch aus Belgien und England.
Zu den Lehrern gehörten u. a. Persönlichkeiten wie der Ökonom Alfred Braunthal, die Reformpädagogin Anna Siemsen oder der spätere Verfassungsrechtler Hermann Brill.
Unter den Schülern ist Alfred Nau hervorzuheben, später Ehrenpräsident der Sozialistischen Internationale.

## Geschichte
Geistiger Vater der Heimvolkshochschule Tinz war der Sozialdemokrat Gustav Hennig. Inspiriert vom dänischen Konzept einer Volkshochschule mit Internat setzte er sich für die Gründung einer ähnlichen Einrichtung im damaligen Volksstaat Reuß ein. Am 11. Dezember 1919 wurde von den sozialdemokratischen Abgeordneten die Errichtung einer Stiftung zum Zwecke der Volksbildung beantragt. Sie bekam den Namen Stiftung Volkshochschule Reuß und war bis 1923 Träger der Einrichtung. Als zur Unterbringung geeignet erwies sich das ehemalige Wasserschloss Tinz des Fürstenhauses Reuß. Am 7. März 1920 nahm sie ihre Arbeit mit dem ersten Halbjahreskurs auf.
Nach der Eingliederung des Volksstaates Reuß in das 1920 neugegründete Land Thüringen und Klärung der Vermögensauseinandersetzungen mit den früheren Einzelstaaten (Landesgesetz vom 1. April 1923), wurde die Stiftung aufgehoben und die Schule verstaatlicht. Nach dem 23. Januar 1930, dem Beginn der Baum-Frick-Regierung, der ersten deutschen Landesregierung, in der die NSDAP vertreten war, wurden die Zuschüsse des Landes an die Schule gestrichen; sie konnte aber noch bis zur „Machtergreifung“ Hitlers 1933 fortbestehen.
Das Ende der Heimvolkshochschule Tinz kam mit Beginn des NS-Regimes: Am 17. März 1933 durchsuchte ein Überfallkommando der Geraer Polizei die Schule; dabei vorgefundenes politisches Material lieferte den Nationalsozialisten die Begründung für die Schließung. Diese wurde am 19. März 1933 angeordnet.